# Almostaim II
Abu Amir Iúçufe ibne Amade ibne Hude (em árabe: أبو عامر يوسف إبن أحمد إبن هود‎, Abū ʿĀmir Yūsuf ibn Aḥmad ibn Hūd), melhor conhecido pelo nome régio Almostaim II Bilá (em árabe: المستعين بالله; romaniz.: al-Mustaʿin bi-Illah), foi membro dos Banu Hude e o quarto desta família a reinar na Taifa de Saragoça de 1085 a 1110. Foi antecedido por Iúçufe Almutamã ibne Hude e sucedido por Imade Adaulá.